# Dio

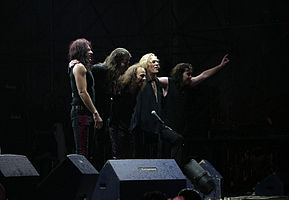
Dio

Dio a fost o formație americană de heavy metal, formată în 1982 și condusă de vocalistul trupei Ronnie James Dio, după ce a părăsit trupa Black Sabbath intenționând să formeze o nouă trupă cu fostul toboșar din Black Sabbath, Vinny Appice. Numele Dio a fost ales pentru că era deja cunoscut în acea perioadă.
Formația a scos zece albume și a avut numeroase șanse de a fi în top de-a lungul anilor cu Ronnie James Dio, care a fost singurul membru constant. Printre chitariști se numără Craig Goldy (cel mai recent), Doug Aldrich, Vivian Campbell, Warren DeMartini, Tracy G, Jake E. Lee și Rowan Robertson.
Formatia s-a despărțit în 2010 când Ronnie James Dio a murit de cancer la stomac la 67 de ani. Formația a vândut peste 10 milioane de albume în întreaga lume.

## Istoric

#### Origini și Holy Diver (1982-1983)
În 1982, din cauza unor neînțelegeri, Ronnie James Dio și Vinny Appice au părăsit trupa. Dorindu-și să continue împreuna ca o trupă, cei doi au format Dio în octombrie 1982 în Statele Unite, cu Vivan Campbell la chitară și Jimmy Bain la chitară bas. În luna mai au debutat cu primul album, "Holy Diver". Acesta a conținut două melodii ce au ajuns în topuri, Rainbow in the Dark și Holy Diver, care s-au bucurat de popularitate de la MTV. Ronnie James Dio și Jimmy Bain au cântat la clape în studio, dar l-au recrutat pe Claude Schnell pentru spectacolele live din 1983, înainte de turneul Holy Diver. Dio a vorbit despre originile formației: “A fost grozav în formație. A fost perfect pentru noi. Totul s-a potrivit perfect. Etica la repetiții a fost uimitoare. Efortul de la înregistrări a fost la fel de bun. Toată lumea a vrut să iasă grozav. Chiar am crezut în ceea ce am facut si nu am putut aștepta să scoatem acest produs și lumea sa îl audă.”

#### De la “The Last in Line” la “Dream Evil” (1984-1989)
Acum un cvintet cu Schnell la clape, formația a lansat al doilea album, "The Last in Line", pe 2 iulie 1984. Urmat de al treilea album, "Sacred Heart", ce a fost lansat pe 15 august 1985.
În 1985, Ronnie James Dio, Campbell și Bail au scris cântecul Stars pentru proiectul Hear ‘n Aid, cu mulți alți cântăreți de heavy metal din acea perioada. Lui Campbell nu i-a mai placut să lucreze cu Dio și ruptura dintre ei a dus la excluderea lui Campbell din formație. Multe melodii au fost înregistrate în timpul turneului Sacred Heart pentru Intermission EP din 1986 cu Campbell înca la chitară, însă melodia "'Time to Burn l-a introdus fanilor pe noul chitarist Craig Goldy.
Pe 21 iulie 1987, a fost lansat al patrulea album, "Dream Evil". Dupa "Dream Evil", Goldy a vrut să înceapa un proiect solo și a părăsit formația. În iunie 1989, Rowan Robertson în vârstă de 18 ani a fost anunțat ca fiind succesorul lui Goldy, dar au urmat viitoare schimbări cu Schnell, Bain și mai apoi Appice a părăsit formația.

#### Schimbări (1990-1999)
Schnell, Bain și Appice au fost înlocuiți, respectiv cu Jens Johansson, Teddy Cook și fostul toboșar de la AC/DC, Simon Wright. Noua formație a lansat albumul, "Lock Up the Wolves" în primăvara anului 1990. În timpul turneului, Ronnie James Dio s-a întâlnit cu Geezer Butler, fostul coleg din Black Sabbath, ceea ce a dus la o scurtă reuniune a formației, producând albumul "Dehumanizer". După aceasta, Ronnie James Dio a reformat Dio din nou, păstrandu-l doar pe Appice la baterie. La începutul anului 1993, chitaristul Tracy G, claparul Scott Warren și basistul Jeff Pilson s-au alăturat. În această perioadă formația a lăsat deoparte temele fantastice din cântece și s-au concentrat mai mult pe problemele moderne. Ca rezultat, unii fani au privit albumele scrise în această perioadă (1993 - "Strange Highways", 1996 - "Angry Machines si Inferno: Last in Live") ca fiind cele mai proaste dintre albumele Dio, în timp ce alții le-au vazut ca pe un nou început, lăsând în spate sunetele învechite a anilor '80.  Cu vânzări record dezamăgitoare pentru “Angry Machines”, managementul a dorit ca trupa sa se întoarca la stilul lor din trecut, fapt ce a determinat plecarea lui Tracy G, urmând să fie înlocuit de revenirea lui Craig Goldy. Drept urmare, Appice a părăsește formația Dio încă odată.

#### Revenirea (2000-2004)
Întoarcerea lui Craig Goldy a ușurat scoaterea celui de-al optulea album Dio în 2000, "Magica", ce a fost privit de mulți drept “albumul de întoarcere” a formației și a ajuns numărul 13 în topurile Billboard 200. Acesta a conținut nu numai ùntoarcerea lui Goldy, dar și a lui Simon Wright și Jimmy Bain, cu toate că în turneul european, Chuck Garric a cântat la chitară bas. Un album conceptual, "Magica" a reprezentat o revenire la un sunet mai vechi al trupei și mult mai de succes, în timp ce utilizarea sporită a clapelor le-a dat un sentiment mai modern. În decursul următorului turneu, tensiunea a crescut între Goldy și Bain și Ronnie James Dio pe de alta parte. Goldy a părăsit formația în ianuarie 2002 și a fost înlocuit cu Doug Aldrich, pe care Bain l-a cunoscut în timp ce înregistra un album tribut pentru Metallica. Pentru că a apărut atât de târziu, Aldrich nu a contribuit atât de mult la ce-l de-al noualea album, "Killing the Dragon", care a fost scris în primul rând de Ronnie James Dio și Bain. "Killing the Dragon" a fost lansat în 2002 prin Spitfire Records și a fost bine primit în comunitatea de metal, ajungând în top Billboard 200. Aldrich va rămâne în formație până anul urmator în aprilie, când, la fel ca și Campbell, se va alătura formației Whitesnake, promovând întoarcerea lui Goldy. La scurt timp dupa aceea, Bain a părăsit formația.

#### Master of the Moon și despărțirea (2004-2010)
Dio au lansat cel de-al zecelea album, "Master of the Moon" pe 30 august 2004, în Europa prin SPV Records și pe 7 septembrie în Statele Unite prin Sanctuary Records. 
În anul 2005, Dio a lansat albumul live "Evil or Divine-Live in New York City", care a prezentat același show ce a fost lansat pe DVD în 2003. În 2005, Dio au avut turneu în Sudul Americii, Japonia, Europa și Rusia. Turneul din toamnă a fost intitulat “An Evening With Dio” și a prezentat un set regulat, apoi un al doilea set al formației cântant "Holy Diver" în intregime. Un DVD al turneului a fost filmat în Londra. Varianta audio a acestui spectacol a fost lansată în aprilie 2006 într-un CD dublu și s-a numit "Holy Diver- Live". 
În 2007, s-a anunțat că Black Sabbath se vor întoarce cu Ronnie James Dio, revenind sub numele de Heaven and Hell. Formația a lansat “The Devil You Know” în 2009. 
Implicarea lui Ronnie James Dio în Heaven and Hell a întârziat cu înregistrarea a ceea ce urma săbfie "Master of the Moon, Magica 2". 
Dio intenționa să lanseze o nouă melodie numita Electra. Acesta ar fi fost primul material audio în 5 ani. De asemenea, trupa intenționa să mai înregistreze unul sau doua albume în 2010. 
Turneul European din 18 noiembrie 2009, a fost anulat din cauza spitalizarii lui Ronnie James Dio. Acesta a fost diagnosticat cu cancer la stomac si a fost sub tratament. Managerul și soția lui, Wendy Dio au mulțumit susținătorilor și au spus: “Dupa ce va omorâ acest dragon, Ronnie se va întoarce pe scenă unde îi este locul, făcand ceea ce iubește cel mai mult, va cânta pentru fani.”
Pe 19 februarie 2010, a fost anunțat oficial pe pagina web Dio că acesta va lansa un Box Set intitulat "Tournada Box Set". Setul includea CD-ul "Killing the Dragon", DVD-ul "Evil or Divine", DVD-uri bonus, interviuri, poze, videoclipuri în premiera pentru "Killing the Dragon", melodia Push, carduri exclusive cu Dio și single-ul bonus, Electra, fiind ultima melodie înregistrată a formației.

#### Decesul lui Ronnie James Dio
Ronnie James Dio a murit pe 16 mai 2010 de cancer la stomac la vârsta de 67 de ani. Pe 9 noiembrie 2010 un album live postum a fost lansat. Intitulat “Dio la Donington UK: Live 1983 & 1987”, dispunand de aparitiile lui Dio din 1983 și 1987 la festivalul Monsters of Rock. 
Într-un interviu acordat revistei Classic Rock Magazine din Marea Britanie, chitaristul lui Dio a afirmat faptul ca “Lucram la melodii pentru noul album cu Dio chiar inainte ca Ronnie să moară în mai.”
În mai 2012, fostul chitarist Dio, Vivian Campbell, în ciuda neînțelegerilor cu Dio, a anunțat că are intenția de a reuni formația pentru o potențială serie de spectacole. În formative ar fi inclus el însuși, toboșarul Vinny Appice, basistul Jimmy Bain și claparul Claude Schnell. Formația va concerta sub numele de Last in Line.

## Membri
Componență finală
- Ronnie James Dio – vocal, claviatură (1982 – 1991, 1993 – 2010; decedat în 2010)
- Craig Goldy – chitară, claviatură (1986 – 1989, 1999 – 2001, 2004 – 2005, 2006 – 2010)
- Rudy Sarzo – chitară bas (2005 – 2010)
- Simon Wright – baterie, percuție (1989 – 1991, 1998 – 2010)
- Scott Warren – claviatură (1993 – 2010)

### Trupe de succes
Două grupuri de foști membri ai lui Dio, DIO Disciples și Last in Line, s-au reunit independent pentru a realiza cântecele Dio.

#### Dio Disciples
Membri actuali
- Craig Goldy – chitară (2011 – prezent)
- Simon Wright – baterie (2011 – prezent)
- Scott Warren – claviatură (2011 – prezent)
- Bjorn Englen – chitară bas (2012 – prezent)
- Oni Logan – vocal (2012 – prezent)
- Mark Boals - vocal (2013 – prezent)
- Tim "Ripper" Owens – vocal (2011 – 2014, 2016 - prezent)

Foști membri
- Rudy Sarzo – chitară bas (2011)
- Toby Jepson – vocal (2011 – 2012)
- James LoMenzo – chitară bas (2011 – 2012)

Membri de turnee
- Doro Pesch - vocal (2011)
- Vinny Appice - baterie (2013 - 2014)
- Rowan Robertson - chitară (2013)
- Gonzo Sandoval - baterie (2014)

#### Last In Line
Membri actuali
- Vinny Appice - baterie (2012 – prezent)
- Vivian Campbell - chitară (2012 – prezent)
- Andrew Freeman - vocal (2012 - prezent)
- Phil Soussan - chitară bas (2016 - prezent)
- Erik Norlander - claviatură (2016 - prezent)

Foști membri
- Jimmy Bain - chitară bas (2012 – 2016; decedat în 2016)
- Claude Schnell - claviatură (2012 – 2015)

## Albume de studio
- Holy Diver (1983)
- The Last in Line (1984)
- Sacred Heart (1985)
- Dream Evil (1987)
- Lock Up the Wolves (1990)
- Strange Highways (1993)
- Angry Machines (1996)
- Magica (2000)
- Killing the Dragon (2002)
- Master of the Moon (2004)